# Подобен
Подо́бен (др.-греч. προσόμοιον очень сходное, весьма похожее; часто в форме мн.ч. προσόμοια — подобны) в византийском и русском православном богослужении — пение на основе мелодической (в византийском мелодико-ритмической) модели. Эта модель по-гречески называется αὐτόμελον, или по-русски самоподобен. Пение на подобен — универсальный принцип «музыкального оформления» православного богослужения, охватывающий многие жанры (формы) — кондаки, тропари, стихиры и т. д.

## Краткая характеристика
Подстановка другого молитвословного текста под мелодию-модель с оригинальным текстом соответствует общемировым принципам контрафактуры. В случае подобнов контрафактура, как правило, нейтральная (без намеренного изменения этического смысла целого), но также известны исторические случаи контрафактуры с повышением. Так, повышающая контрафактура отмечалась уже в деятельности знаменитого гимнографа IV века Ефрема Сирина, подставлявшего собственные благочестивые тексты под мелодии «еретических» текстов Бардесана.
В греческом богослужении пение на подобен предполагает следование мелодическому образцу, а также стихотворной метрике образцового текста. При переводе с греческого на церковнославянский язык стихотворная метрика оригинального текста полностью утрачивается. Различие текстов можно проиллюстрировать на примере текстов стихир к празднеству святых двадцати тысяч мучеников, в Никомидии сожженных (Минея, 28 декабря). Количество слогов греческого подлинника указано в первой колонке таблицы, русского перевода — в последней:
|       | αὐτόμελον                                                                                                 | самоподобен                                                                                        |            |
| ----- | --- | -------------------------------------------------------------------------------------------------- | ---------- |
| 6 7 8 | Οἶκος του Εὐφραθᾶ ἡ πόλις ἡ ἁγία τῶν Προφητῶν ἡ δόξα, εὐτρέπισον τὸν οἶκον, ἐν ᾧ τὸ θεῖον τίκτεται.       | Доме Евфрафов граде святый пророков славо украси дом в немже Божественный раждается.               | 5 4 5 4 10 |
|       | προσόμοια                                                                                                 | подобны                                                                                            |            |
| 6 7 8 | Ὅλον θεουργικῶς, φορέσας ἐκ Παρθένου, Ἀδὰμ Χριστὲ τὸν πρῶτον, ἐτέχθης ἐν σπηλαίῳ, καὶ φάτνῃ ἐσπαργάνωσαι. | Всего боголепно понес от Девы Адама Христе перваго родился еси в вертепе и в яслех пеленуем.       | 6 5 8 7    |
| 6 7 8 | Ψάλλε προφητικῶς Δαυὶδ κινῶν τὴν λύραν τῆς σῆς γὰρ ἐξ ὀσφύος ἐξ ἧς ἡ Θεοτόκος Χριστὸς γεννᾶται σήμερον.   | Пой пророчески Давиде движя свирель из твоих бо чресл из нихже Богородица Христос раждается днесь. | 5 7 5 8 7  |
| 6 7 8 | Αἶνον θεοτερπῆ μετὰ Ποιμένων Μάγοι καὶ σὺν Ἀγγέλοις δόξαν τῷ ἐκ Παρθένου φύντι Θεῷ πιστοὶ προσάξωμεν.     | Хвалу боголепну с пастыри волсви и со ангелы славу от Девы прозябшему Богу вернии принесем.        | 6 5 7 8    |

Как видно из сравнительной таблицы, в греческих текстах все строки в строфе подобна, во-первых, изосиллабичны соответствующим строкам самоподобна (в функции которого выступает «Доме Евфрафов»), во-вторых, они точно воспроизводят схему строчных ударений модели. Количество слогов в соответствующих строках славянского текста диктуется (общим для церковнославянских текстов) принципом дословного следования оригиналу, а вовсе не воспроизведением его стихотворной метрики. В результате стихотворные строки славянских подобнов не только не подобны греческому оригиналу, но и не подобны собственному самоподобну.
Вопрос о заимствовании византийского мелоса в древнерусском пении на подобен до сих пор составляет предмет научной дискуссии. Как считает И.А. Гарднер, «чтобы остаться верными принципу пения на подобен, русскими в своё время должны были быть для некоторых подобнов созданы другие мелодии, нежели греческие, более гибкие для применения к текстам с постоянно меняющимся слоговым составом».
После оккупации Юго-Западной Руси Литвой, а затем католической Польшей и венграми в русском православном пении были заимствованы техника и стиль западноевропейской партесной музыки. Поэтому распространённые мелодии «подобнов» (чаще всего на 4 голоса), звучащие в храмах современной Русской православной  церкви,  имеют мало общего с древнерусскими знаменными и, тем более, с византийскими распевами.